# 僕のそばに
「僕のそばに」（ぼくのそばに）は1993年11月1日発売された德永英明18枚目のシングル。

## 解説
毎日放送・TBSテレビ系連続ドラマ『オレたちのオーレ!』主題歌（エンディングテーマ）。
オリコンチャートにおいては、15枚目のシングル「I LOVE YOU」（1992年11月2日発売）以来、1年ぶりに31万枚以上のセールスを記録した。

## 収録曲
全作曲：德永英明
1. 僕のそばに
作詞：德永英明　編曲：国吉良一
テレビ朝日系「ミュージックステーション」では、CD音源と異なるピアノの弾き語りとハーモニカの演奏で披露した。
2. 星と月のピアスと君の夢
作詞：伊勢正三　編曲：鈴木茂
3. 僕のそばに（No Vocal Edition）

## 主な収録アルバム
- Nostalgia
- Ballade of Ballade
- シングルコレクション (1992〜1997)
- INTROIII
- BEAUTIFUL BALLADE
- SINGLES BEST

## カバー
- 川上大輔 - シングル「天使の悪戯〜消えて 行かないで〜」
- 林部智史 - シングル「だきしめたい」